# Miguel García Serrano
Miguel García Serrano, OSA (1569 – 14 de junho de 1629) foi um prelado católico romano que serviu como arcebispo da arquidiocese católica romana de Manila de 1618 a 1629 e bispo da diocese de Nueva Segovia de 1616 a 1618.
García Serrano nasceu em Chinchón. Professou na Ordem de Santo Agostinho em 1592. Ocupou vários cargos importantes na Ordem. Em 3 de agosto de 1616, o Papa Paulo V o nomeou Bispo da Diocese de Nueva Segovia, nas Filipinas. Em 1617, foi consagrado bispo por Juan Pérez de la Serna, Arcebispo do México, na Cidade do México. Em 12 de fevereiro de 1618, o Papa Paulo V o nomeou Arcebispo de Manila. Tomou posse da Sé de Manila em 24 de agosto de 1619. Ajudou na fundação das freiras de Santa Clara, tentou impor visitas de padres paroquiais regulares e lamentou o roubo do sacramento abençoado na catedral em 1628. Serviu como arcebispo até sua morte.